# Robert Cibis
Robert Cibis, né le 21 mars 1973, est un réalisateur allemand.

## Biographie
Robert Cibis a étudié à la Filmakademie de Baden-Württemberg, mais aussi à la Fémis, école nationale française supérieure des métiers de l'image et du son, ainsi qu’à la Sorbonne nouvelle. En 2002, il reçoit le prix franco-allemand du jeune journaliste pour le documentaire plein d'humour une Demi-chance ?. C’est sa première coréalisation avec Lilian Franck. Après cette collaboration, ils fondent la société de production OVAL Filmemacher. Robert Cibis produit depuis lors des films pour la télévision à caractère scientifique, notamment sur le thème de la santé. Le patient qui valait 3 milliards s'interroge sur les milliards d’euros dépensés en matière de santé en Allemagne et France, documentaire qui trouvera une forte résonance sur Arte. Avec Les vers salutaires, un film sur la "larvothérapie", Robert Cibis et sa collègue Michaela Kirst reçoivent le prix du festival slovène EKOTOPFILM en 2007. En 2008, avec Pianomania, Robert Cibis pose les bases de sa carrière de cinéma. Ce film plein d'humour sur la quête du son parfait met en lumière la collaboration étroite entre l’accordeur de piano Stefan Knüpfer et des pianistes de renommée tels que Lang Lang, Pierre-Laurent Aimard et Alfred Brendel. Pianomania sort avec succès dans les salles de cinéma d’une vingtaine de pays différents et gagne, entre autres, le prix de la "Semaine de la Critique" au Festival international du film de Locarno, le Golden Gate Award au Festival du film de San Francisco et le Deutscher Filmpreis, prix de cinéma allemand (« Lola ») dans la catégorie meilleur son. De plus, il reçoit la mention "hautement recommandé" par la “Filmbewertungsstelle Wiesbaden”,.

## Vie privée
Robert a été marié auparavant avec la réalisatrice et productrice Lilian Franck, avec qui il a deux enfants.

## Filmographie

### Comme réalisateur

#### Cinéma
- 2009 : Pianomania (coréalisé avec Lilian Franck)

#### Télévision
- 1999 : Cora [9] (producteur, et auteur des photographies)
- 2002 : Je m'aime à la folie, je ne m'aime pas du tout [10]
- 2003 : Mon beau sapin (coréalisé avec Sören Senn, Paul Hadwiger, Sebastian Ko et Matthias Luthardt)[11]
- 2004 : La ressource humaine (coréalisé avec Lilian Franck)[12]
- 2006 : Les nouveaux militants de la foi (producteur)[13]
- 2006 : L'europe va-t-elle en enfer ? (coréalisé avec Michaela Kirst, Lilian Franck et Martin Gronemeyer) [14]
- 2008 : Les vers salutaires (coréalisé avec Michaela Kirst) [4]
- 2008 : Jesus t'aime (coréalisé avec Lilian Franck, Michaela Kirst et Matthias Luthardt) [15]
- 2010 : Le patient qui valait 3 milliards (coréalisé avec Martin Gronemeyer) [3]

### Comme producteur

#### Cinéma
- 2009 :  Pianomania (coproduit avec Lilian Franck)

#### Télévision
- 1999 : Cora [9] (producteur, et auteur des photographies)
- 2002 : Je m'aime à la folie, je ne m'aime pas du tout [10]
- 2002 : Une demi-chance ?
- 2003 : Mon beau sapin (coréalisé avec Sören Senn, Paul Hadwiger, Sebastian Ko et Matthias Luthardt)[16]

- 2004 : La ressource humaine (coréalisé avec Lilian Franck)[12]
- 2006 : Les nouveaux militants de la foi (producteur)[13]
- 2006 : L'europe va-t-elle en enfer ? (coréalisé avec Michaela Kirst, Lilian Franck et Martin Gronemeyer) [14]
- 2008 : Les vers salutaires (coréalisé avec Michaela Kirst) [4]
- 2008 : Jesus t'aime (coréalisé avec Lilian Franck, Michaela Kirst et Matthias Luthardt) [15]
- 2010 : Les enfants et les psychotropes[17]
- 2010 : Le patient qui valait 3 milliards (coréalisé avec Martin Gronemeyer) [3]
- 2011 : La pilule : 50 ans après [18]
- 2011 : Virus contre bactéries

### Autres participations
- 2000 : Entro-Toupie installation vidéo interactive (production)[19]
- 1999 : Cora (photographies)[9]